# Hoya pulchella
Hoya pulchella är en oleanderväxtart som beskrevs av Rudolf Schlechter. Hoya pulchella ingår i släktet Hoya och familjen oleanderväxter. Inga underarter finns listade i Catalogue of Life.